# For et syns skyld
For et syns skyld er en dansk dokumentarfilm instrueret af Flemming Arnholm og Steen B. Johansen.

## Handling
Denne artikel mangler et handlingsreferat. Hjælp os med at skrive det.